# كلية الطف الجامعة
كلية الطف الجامعة هي كلية أهلية تقع في مدينة كربلاء في العراق.

## الأقسام
تضم الكلية الأقسام التالية:
- قسم اللغة العربية
- قسم هندسة تقنيات الحاسبات
- قسم إدارة الأعمال